# Ciné Follies
Pour plus de détails, voir Fiche technique et Distribution.
Ciné Follies est un film documentaire de Philippe Collin.
Il a été présenté au Festival de Cannes 1977 dans la section "le passé composé".

## Synopsis
Un portrait de la France des années trente à travers un collage des films du samedi soir.

## Fiche technique
- Titre : Ciné Follies
- Réalisation : Philippe Collin
- Scénario : Philippe Collin
- Montage : Marie-Geneviève Ripeau et Jocelyne Triquet
- Pays :  France
- Genre : documentaire
- Durée : 90 minutes
- Dates de sortie : 
  - France : 9 mars 1977

## Accueil
Extrait critique : "Désopilante, méchante, désarmante, cette leçon-fiction sur les rêves d'Avant-hier, c'est le passé retrouvé. Sans commentaire, sans voix off : seul le spectacle parle et avec quelle éloquence" Le Nouvel Observateur
Le film est sorti également en super 8.